# Arteria meningea anterior
Die Arteria meningea anterior (dt. „vordere Hirnhautarterie“, früher auch als Ramus meningeus anterior arteriae etmoidalis anterioris bezeichnet) ist eine Schlagader des Kopfes. Sie ist ein kleiner, mit bloßem Auge meist nicht sichtbarer Ast der Arteria ethmoidalis anterior („vordere Siebbeinarterie“), welche durch das Foramen ethmoidale anterius in die vordere Schädelgrube tritt.
Die Arteria meningea anterior dient der Versorgung der Dura mater im Bereich der vorderen Schädelgrube und bildet Anastomosen mit der Arteria meningea media und posterior.